# 박정은 (1977년)
박정은(朴正恩, 1977년 1월 14일 ~ )은 대한민국의 농구 선수 출신 농구 행정가, 농구 지도자이다. 한국여자농구연맹의 경기운영 본부장을 거쳐 2021년 3월부터 부산 BNK 썸의 감독을 맡고 있다.

## 생애
본래 포지션은 스몰 포워드지만, 포인트 가드, 슈팅 가드, 파워 포워드까지 소화할 수 있는 대표적인 올라운드 플레이어였다. 동주여자상업고등학교 졸업을 앞두고 1994년 삼성생명의 지명을 받아 입단했으며, 2013년에 현역 은퇴를 선언할 때까지 삼성생명의 원 클럽 플레이어로 뛰었다. 현역 시절 등번호 11번은 삼성생명 최초의 영구결번으로 기록됐다.
슛 폼이 예뻐서 ‘명품 슈터’라는 별명이 있다.
2010-2011 시즌부터 삼성생명의 플레잉 코치로 뛰었다. 2012-2013 시즌에는 여자 농구 선수로는 사상 최초의 3점슛 1,000개를 달성하는 기록을 세웠으며, 시즌을 마치고 현역 은퇴를 선언한 후 친정 팀 삼성생명의 코치로 전업했다.
2013년 11월 11일 용인실내체육관에서 은퇴식과 영구결번식이 열렸다.
2014년에 삼성생명의 수석코치로 승격되었으나, 2015-2016 시즌을 마치고 계약이 만료된 후 재계약하지 않았다.
2018년에 한국여자농구연맹의 경기운영 부장으로 선임되어 행정가로 일하기 시작했다. 2020년 8월에는 경기운영 본부장으로 임명되었다.
2020-2021 시즌 후 고향 팀 부산 BNK 썸의 부름을 받으며 팀의 제2대 감독으로 영입되었다. 성적 부진으로 사퇴한 유영주의 후임으로 부산 BNK 썸의 감독을 맡아 BNK의 창단 후 팀을 챔피언결정전에 2회 진출시켰으며, 2번째로 맞이한 결승전인 2024-2025 시즌 챔피언결정전에는 위성우 감독의 우리은행을 스윕하며 부산 BNK 썸의 창단 첫 우승을 안겼다. 또한 이 우승은 부산광역시 연고 프로 스포츠 팀 최초로 부산 홈 경기장에서 들어올린 우승컵이다.
Wkbl 여성 감독으로도 첫 우승을 차지하였다.

## 학력
- 1989년 괘법초등학교
- 1992년 동주여자중학교
- 1995년 동주여자상업고등학교
- 2006년 경희대학교 스포츠지도학 학사

## 선수 경력
- 1994년 ~ 2013년 용인 삼성생명 블루밍스

## 코치 경력
- 2010년 ~ 2013년 용인 삼성생명 블루밍스 플레잉 코치
- 2013년 ~ 2014년 용인 삼성생명 블루밍스 코치
- 2014년 ~ 2016년 용인 삼성생명 블루밍스 수석코치

## 감독 경력
- 2021년 ~ 부산 BNK 썸 감독

## 상훈 및 대표경력
- 1991년 제21회 추계연맹전 여중부 최우수상
- 1991년 제16회 협회장기 중등부 감투상
- 1993년 제30회 춘계연맹전 여고부 최우수상 수상
- 1994년 제31회 춘계연맹전 여고부 최우수상 수상
- 1995년 ABC대회 대표선수(준우승)
- 1996년 애틀랜타 올림픽 대표 선수
- 1997년 제2회 동아시아대회 대표 선수(금메달)
- 1998년 세계선수권대회 대표선수
- 1998년 방콕아시안게임 대표 선수(동메달)
- 1999년 겨울리그 모범선수상
- 1999년 여름리그 BEST5, 스틸상
- 1999년 제18회 ABC대회 대표 선수(우승)
- 2000년 여름리그 BEST5, 3점슛상
- 2000년 시드니 올림픽 대표선수(4위)
- 2002년 세계선수권대회 대표선수(4강)
- 2002년 부산아시안게임 대표선수(은메달)
- 2004년 제20회 ABC대회 대표선수(3위)
- 2004년 아테네 올림픽 대표선수
- 2005년 제21회 ABC대회 대표선수(준우승)
- 2005년 WKBL 올스타전 MVP
- 2005년 여름리그 BEST5, 우수수비선수상
- 2007년 겨울리그 BEST5
- 2008년 베이징 올림픽 대표선수
- 2008년 2008-2009시즌 KB국민은행 여자프로농구 3라운드 최우수선수상
- 2009년 KB국민은행 2008-2009 여자프로농구 3득점상
- 2009년 KB국민은행 2008-2009 여자프로농구 베스트5
- 2009년 2009-2010시즌 여자프로농구 1라운드 MVP
- 2010년 광저우 아시안게임 대표선수(은메달)
- 2010년 신한은행 여자 프로농구 시상식 3득점상
- 2012년 신세계 이마트 여자프로농구 올스타전 MVP
- 2013년 KDB금융그룹 2012-2013 여자프로눙구 미디어스타상
- 용인 삼성생명 블루밍스 11번 영구 결번 구단 역사 최초 선정

## 개인사
전 농구 선수 박신자는 박정은의 친고모이다. 2004년에는 배우 한상진과 결혼하였다.